# Rolls-Royce RB.53 Dart
Le Rolls-Royce RB.53 Dart est un turbopropulseur britannique, dit à turbine liée, conçu et produit par Rolls-Royce Limited. Développé à partir de 1946, il est le premier turebopropulseur construit en grande série. Il équipe le Vickers Viscount (premier vol en 1948), qui est le premier appareil à turbopropulseurs à entrer en service civil, sous les couleurs de la British European Airways (BEA), en 1950. Le 29 juillet 1948, un vol entre Northolt (base de la RAF) et Paris-Le Bourget avec quatorze passagers ayant payé leur place fut le premier vol de ligne régulier effectué par un avion équipé de moteurs à turbines.
Le Dart a été utilisé sur des appareils très variés, civils et militaires, y compris en remotorisation sur des avions initialement dotés de moteurs en étoile. Produit à plus de 7000 exemplaires, il a connu une carrière très longue : il était toujours en production lorsque les derniers Fokker F27 et Hawker Siddeley HS 748 furent produits, en 1987. La tradition de Rolls-Royce est de donner à ses turbines d'aviation le nom de fleuves britanniques, ce moteur est nommé d'après le Dart, qui coule dans le Devon.

## Historique
Conçu en 1946 par une équipe dirigée par Lionel Haworth, le moteur produisait initialement une puissance de 890 ch, et vola pour la première fois dans le nez d'un Avro Lancaster modifié en octobre 1947. Des améliorations menèrent à la création de la version RDa.3, de 1 400 ch, qui entra en production pour le Viscount en 1952. Le RDa.6 poussa cette puissance à 1 600 ch et le RDa.7 à 1 800 ch, grâce à une turbine à trois étages.
Les Dart suivants furent poussés jusqu'à 3 245 ch et le moteur resta en production jusqu'en 1987. À cette date, quelque 7 100 exemplaires avaient été produits, et accumulaient environ 170 millions d'heures de vol. Il fut également produit sous licence par l'Inde, par Hindustan Aeronautics Limited.
Plus tard, Haworth et son équipe retravaillèrent sur ce concept et créèrent le Rolls-Royce Tyne.

## Architecture
Le Dart est un turbopropulseur à arbre unique. Les trois étages de turbines et les deux compresseurs tournent donc au même régime. Ce même arbre entraîne, via le réducteur, l'hélice. L'air admis passe d'abord par deux compresseurs centrifuges. Le taux de compression global est de 5,61. L'air est ensuite distribué dans sept chambres de combutions,, brûlé avec le kérosène, puis détendu à travers une turbine à trois étages,.  
Les compresseurs centrifuges, dérivés de ceux du Clyde, s'inspirent encore largement, dans leur conception, de ceux utilisés pour la suralimentation des moteurs à pistons. Il s'agit, pour l'essentiel, d'une mise à l'échelle de compresseur du Merlin.

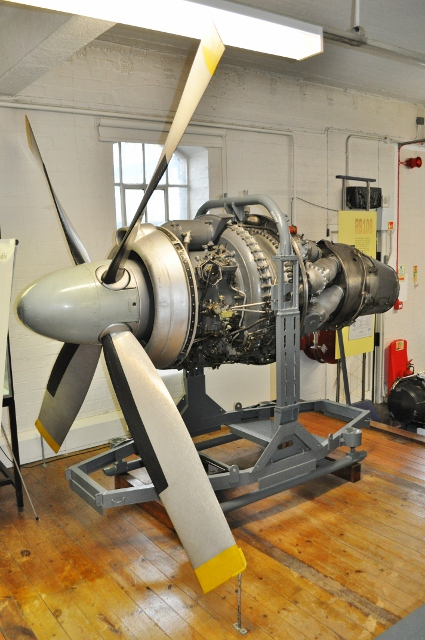
Vue d'ensemble
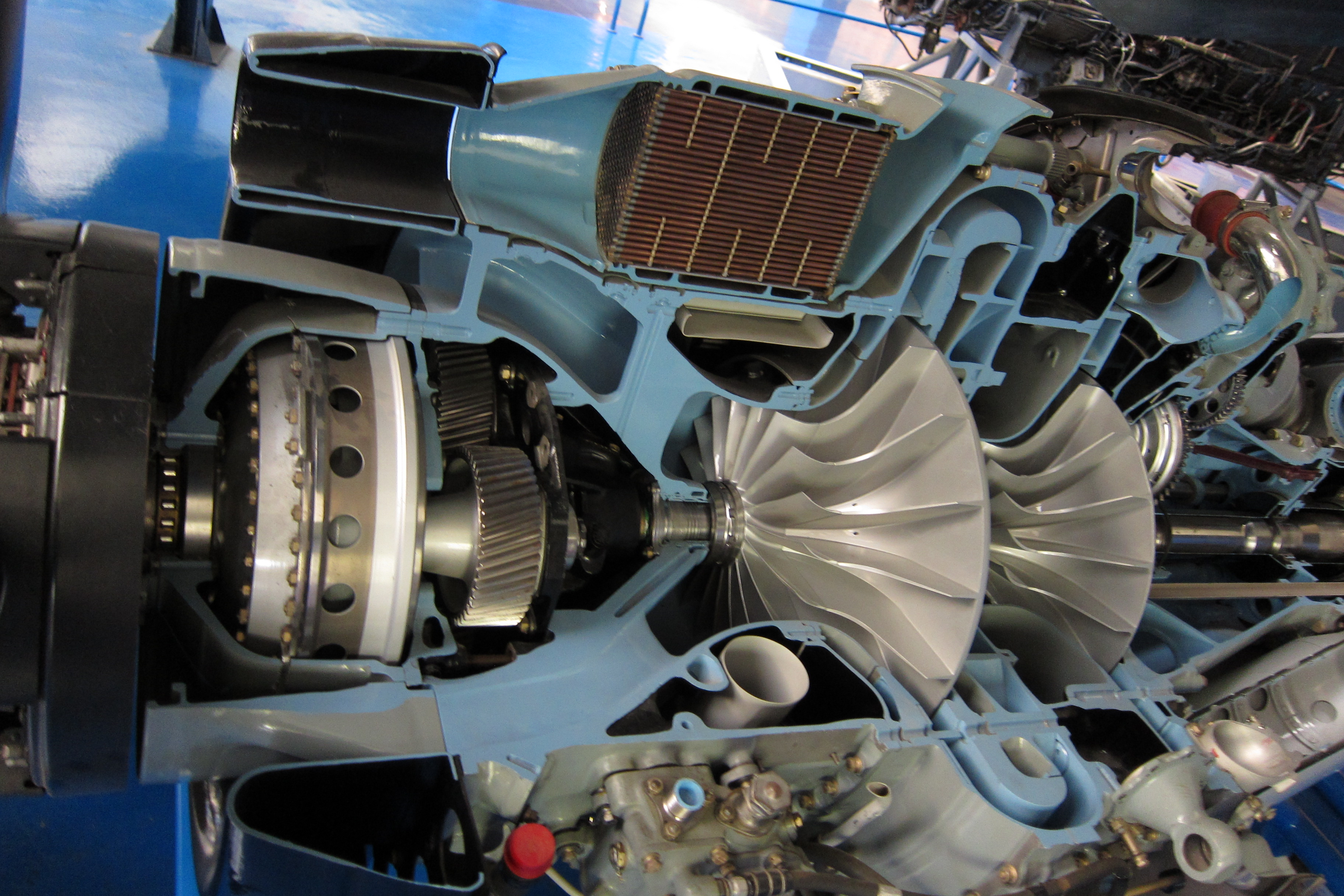
Le réducteur (gauche), les deux compresseurs centrifuge, et le radiateur à huile (haut)
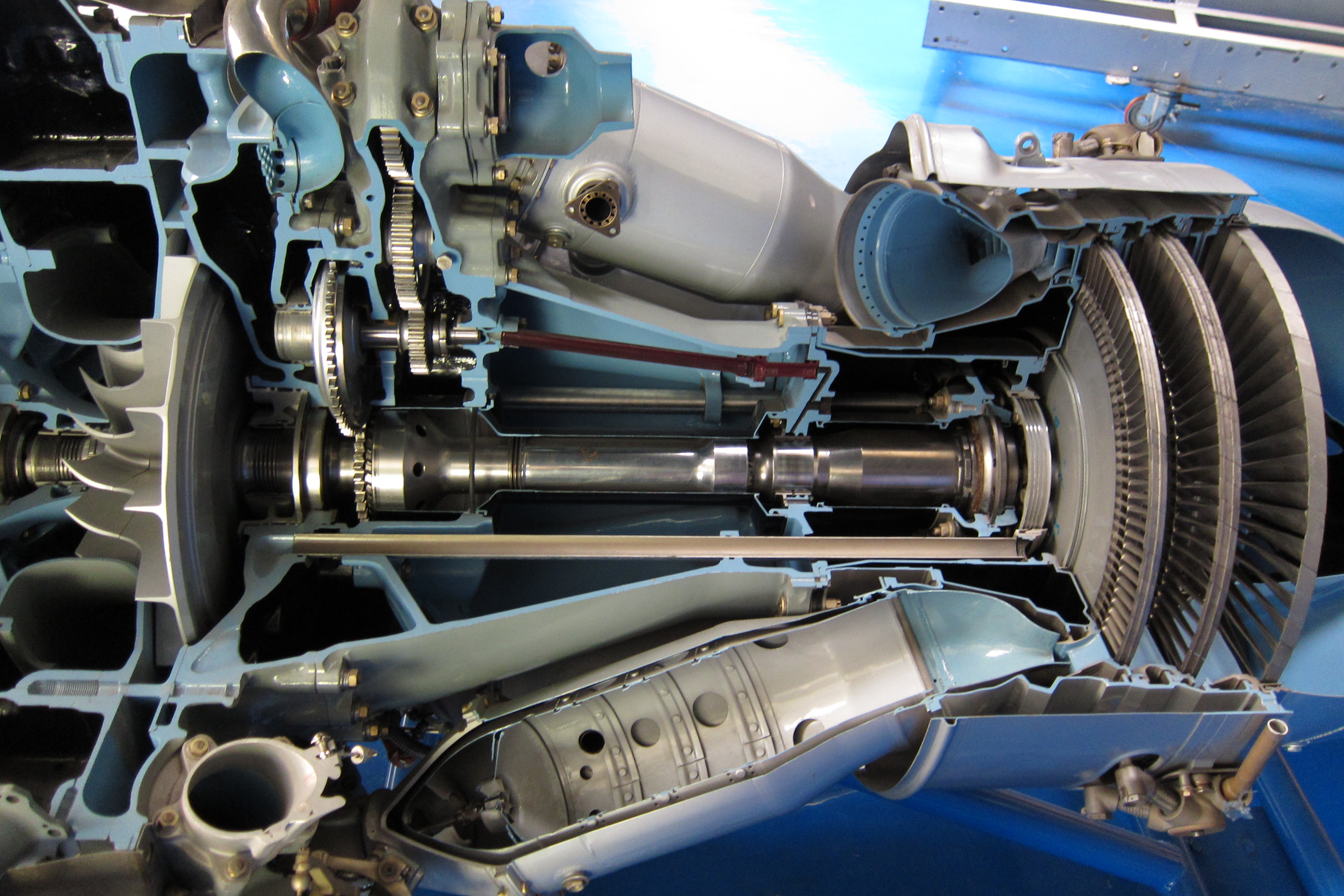
Les chambres de combustion (en haut et en bas, celle du bas est ouverte) et les turbines (à droite)
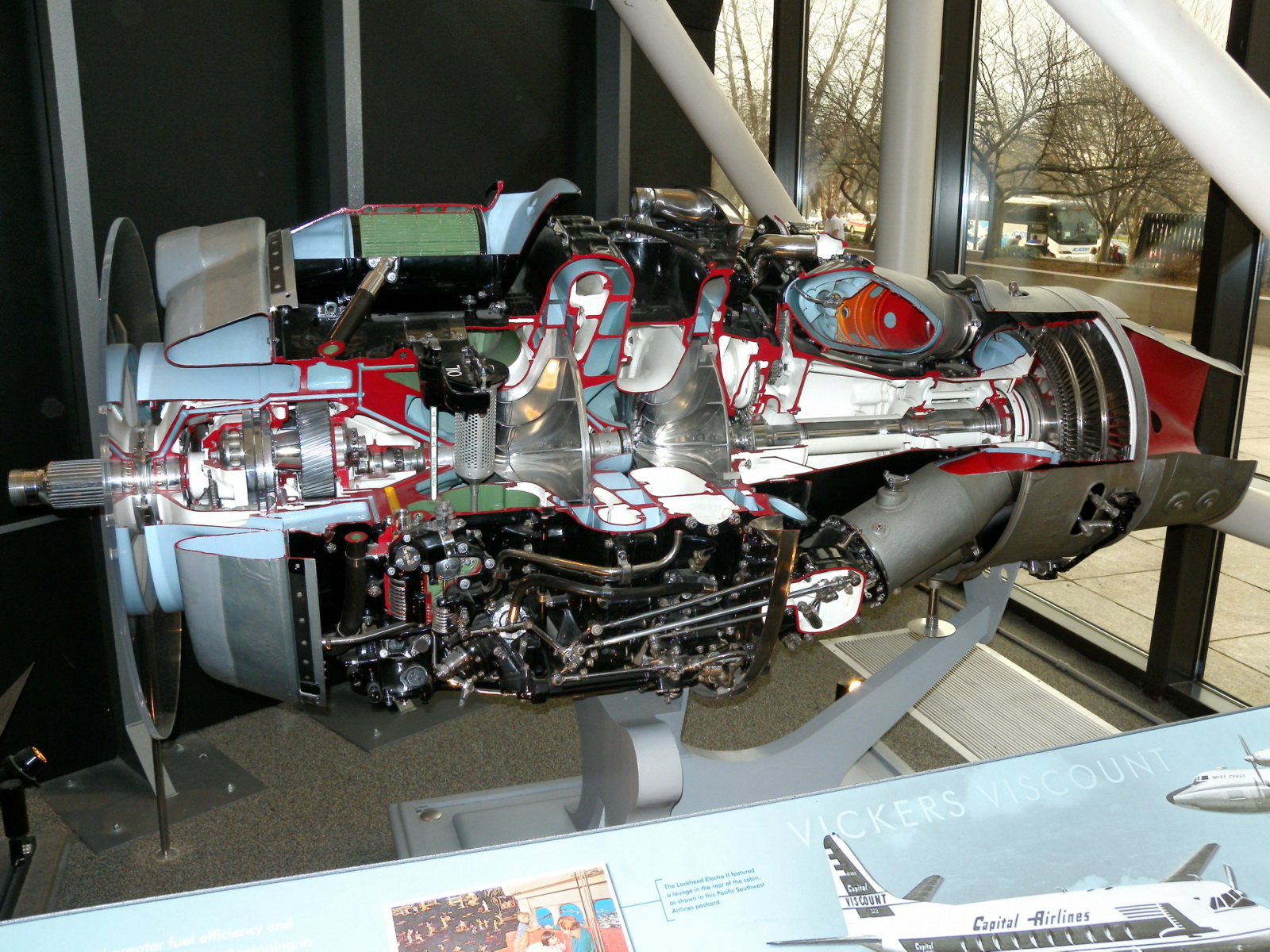
Moteur complet, entièrement ouvert

## Versions

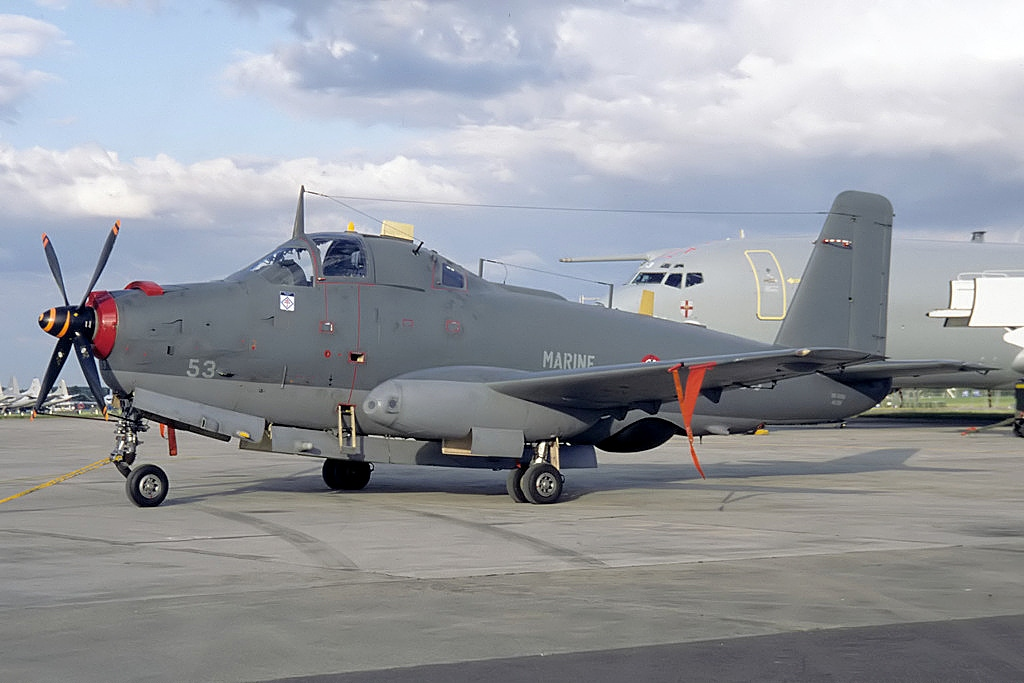
Le Breguet Br.1050 Alizé était équipé du RDa.21 de 1950 ch, avec système d'injection eau/méthanol. Aux dires de ses pilotes, il était réputé pour être trop peu puissant pour cet avion, qui ne dépassait sa vitesse de croisière que de 20 à 30 nœuds lorsqu'il volait à 15000 pieds.

Comme la désignation RB.53, chaque variante du Dart reçut de la part du Ministry of Supply (MoS) un numéro « RDa.n » et des numéros « Mk ».
- RDa.1 : Version prototype initiale. 1 250 ch plus 1,33 kN de poussée résiduelle[9] ;
- RDa.2 : Version initiale de production ;
- RDa.3 : Puissance estimée de 1 480 ch (1 103,64 kW) : 1 345 ch (1 002,97 kW) sur l'arbre + 1,56 kN de poussée résiduelle à 14 500 tr/min ;
- RDa.6 : Puissance estimée de 1 670 ch (1 245,32 kW) : 1 535 ch (1 144,65 kW) sur l'arbre + 1,56 kN de poussée résiduelle à 14 500 tr/min ;
- RDa.7 : Puissance estimée de 1 815 ch (1 353,45 kW) : 1 630 ch (1 215,49 kW) sur l'arbre + 2,14 kN de poussée résiduelle à 15 000 tr/min ;
- RDa.7/1 : Puissance estimée de 1 910 ch (1 424,29 kW) : 1 730 ch (1 290,06 kW) sur l'arbre + 2,09 kN de poussée résiduelle à 15 000 tr/min ;
- RDa.7/2 : Puissance estimée de 2 020 ch (1 506,31 kW) : 1 835 ch (1 368,36 kW) sur l'arbre + 2,16 kN de poussée résiduelle à 15 000 tr/min ;
- RDa.7/2 Mk.529 : Puissance estimée de 2 100 ch (1 565,97 kW) : 1 910 ch (1 424,29 kW) sur l'arbre + 2,20 kN de poussée résiduelle à 15 000 tr/min ;
- RDa.10 : Puissance estimée de 2 555 ch (1 905,26 kW) : 2 305 ch (1 718,84 kW) sur l'arbre + 2,98 kN de poussée résiduelle à 15 000 tr/min ;
- RDa.10/1 : Puissance estimée de 3 030 ch (2 259,47 kW) : 2 750 ch (2 050,67 kW) sur l'arbre + 3,34 kN de poussée résiduelle à 15 000 tr/min ;
- RDa.10/1 : Puissance estimée de 3 245 ch (2 419,80 kW) à 15 000 tr/min, doté d'une injection d'eau et équipant le Hawker-Siddeley HS.748MF Andover C Mk.1 ;
- Mk.506 : (RDa.3) ;
- Mk.510 : (RDa.6) ;
- Mk.511 : (RDa.6) ;
- Mk.514 : (RDa.6) ;
- Mk.520 : (RDa.7) ;
- Mk.525 : (RDa.7/1) ;
- Mk.526 : (RDa.7/2) ;
- Mk.527 : (RDa.7/2) ;
- Mk.528 : (RDa.7/2) ;
- Mk.529 : (RDa.7/2) ;
- Mk.530 : (RDa.7/2) ;
- Mk.531 : (RDa.7/2) ;
- Mk.551 : (RDa.7) ;
- Mk.552 : (RDa-7) ;
- Mk.540 : (RDa.10) ;
- Mk.542 : (RDa.10/1).

## Applications

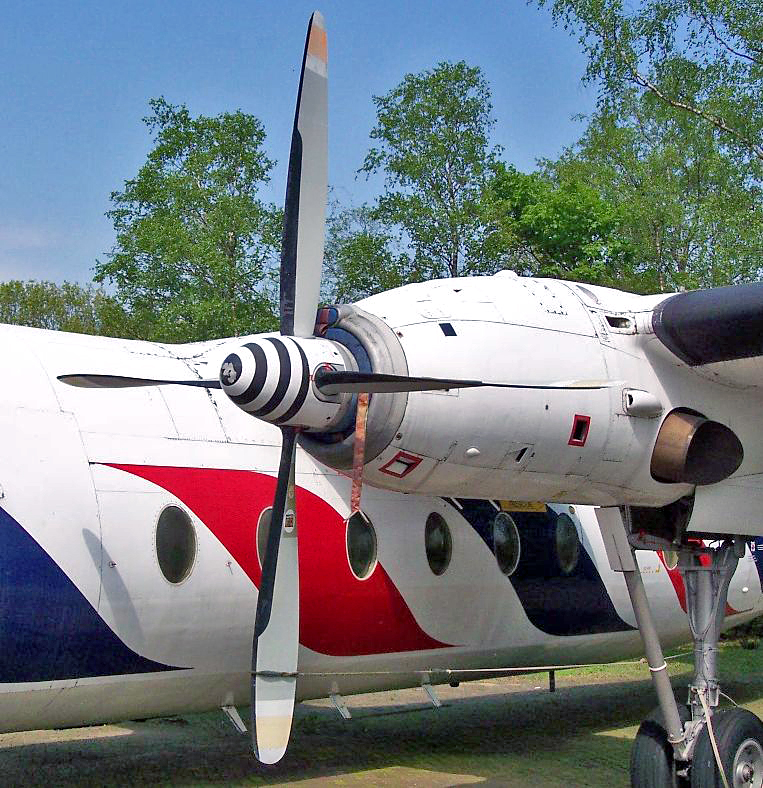
Un Rolls-Royce Dart monté sur un Fokker F27.

Largement associé à l'avion de ligne moyen courrier à succès Vickers Viscount, le Dart équipa également de nombreux modèles d'avions de conception européenne et japonaise des années 1950 et 1960, et fut également largement utilisé par les Américains pour des conversions d'avions initialement construits avec des moteurs à pistons.
La puissance sur l'arbre était d'environ 1 500 ch pour les premières versions, et près du double sur les dernières, comme celle équipant l'avion japonais NAMC YS-11. Certaines versions étaient dotées de l'injection eau/méthanol, qui agissait comme un moyen de récupérer de la puissance dans les zones chaudes et à haute-altitude.

### Avions de ligne et d'affaires
Construits avec des Dart : 
- Vickers Viscount : avion moyen-courrier quadrimoteur.
- Handley Page Dart Herald : Petit avion de ligne bimoteur, à aile haute.
- NAMC YS-11 : Avion de ligne japonais court/moyen courrier[10] ;
- Avro 748 (Hawker Siddeley H.S. 748) : Avion de ligne régional[11] ;
- Fokker F27 : Petit avion de ligne du constructeur aéronautique hollandais Fokker. Il a servi de base à ses dérivés américains de chez Fairchild et Fairchild-Hiller[12] ;
- Fairchild F-27 : Petit avion de ligne, version fabriquée aux États-Unis du Fokker F27. Il existe en deux versions : F27A et F27B ;
- Fairchild Hiller FH-227 : Autre version américaine du F27, mais avec un fuselage allongé et un nombre de sièges plus important ;
- Grumman Gulfstream I (G-159) : Transport de personnalités et petit avion de ligne. Le Gulfstream I-C (G-159C), à fuselage allongé, est également inclus ;

Conversions d'avions construits avec des moteurs à pistons : 
- Douglas DC-3 : Certaines versions de cet avion de transport datant de la Seconde Guerre mondiale ont été modifiés pour être équipés de Darts. Les appareils de cette version utilisés au sein de la compagnie britannique BEA étaient appelés « Pionairs ». Une autre version est le Conroy Turbo Three ;
- Convair 600 et Convair 640 : Petits avions de ligne bimoteurs pressurisés. Appareils convertis depuis les Convair 240, Convair 340 et Convair 440 à pistons.

Non construit : 
- Aviation Traders Accountant : Prototype d'avion de ligne abandonné ;

### Avions militaires
- Breguet Alizé : Avion embarqué de lutte anti-sous-marine français. Il était équipé d'un Dart RDa.21 de 1 950 ch avec système d'injection eau/méthanol ;
- Armstrong Whitworth A.W.660 Argosy : Avion de transport militaire à moyenne distance ;
- Hawker Siddeley Andover : Avion de transport militaire (version militaire du HS.748)[13] ;
- Cavalier Turbo Mustang III : Un seul exemplaire, prototype d'avion d'attaque au sol bon marché produit par conversion d'un Mustang de la seconde guerre mondiale.

### Protoypes, modèles uniques, démonstrateurs
- Avro Athena : Avion d'entrainement développé sur demande de la RAF[14].
- N1340N : Il s'agit d'un unique Boeing B-17 Flying Fortress converti, remotorisé, et utilisé comme Avion bombardier d'eau basé dans le Wyoming, jusqu'à sa destruction dans un accident en 1970[15].

## Exemplaires exposés

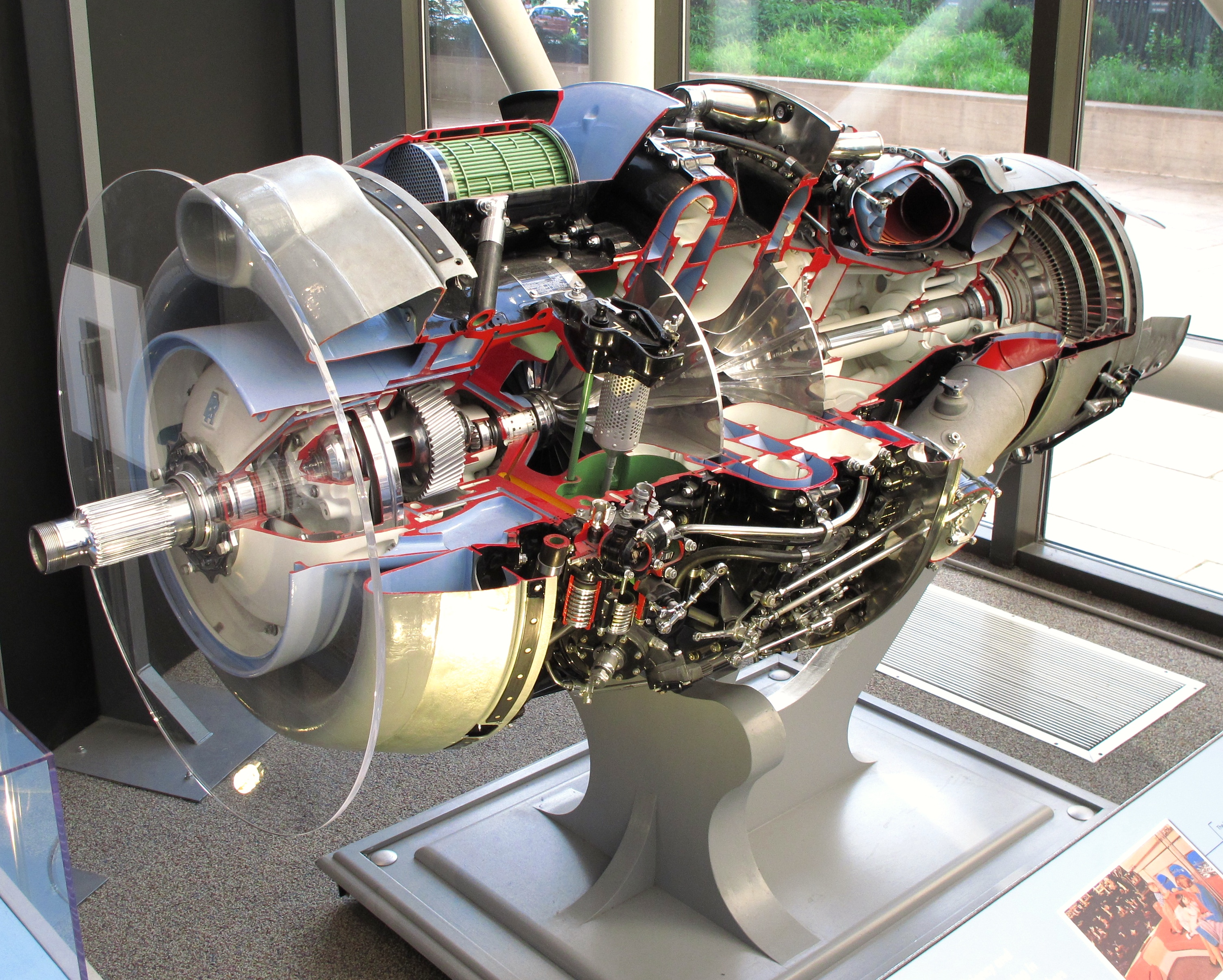
Un Rolls-Royce Dart en coupe, exposé au National Air and Space Museum.

- Un exemplaire est visible au Royal Air Force Museum sur une ancienne base de la RAF, à Cosford, Royaume-Uni[16]
- Deux exemplaires sont visibles au Brooklands Museum, Weybridge, Surrey, à côté d'un Vickers Viscount ;
- Un exemplaire est visible au Rolls-Royce Heritage Trust, James A. Allison Exhibition, à Indianapolis ;
- Un exemplaire est visible au Gatwick Aviation Museum[17] ;
- Un exemplaire est visible au National Air and Space Museum[18];
- Un exemplaire est visible au Canadian Museum of Flight[19] ;
- Un exemplaire est visible à l'Australian National Aviation Museum[20] ;
- Un exemplaire est visible à l'Aviation Heritage Museum (ouest de l'Australie)[21].

### Articles
- (en) « Dart Development », Flight magazine, Flight Global/Archives, vol. 67, no 2399,‎ 14 janvier 1955, p. 45 (lire en ligne [PDF]).